# الرحلة العجيبة أبناء القمر
هي رواية للأديب اللبناني الدكتور عبد المجيد زراقط كتبها سنة 1982 لكنها لم تنشر.

## ملخص الرواية
وتتشكل الرواية من قصة إطار متخيلة تروي رحلة جغرافية حضارية معرفية تتوالد في سياقها القصص: أساطير وحكايات وقصص ... ، يتعدد الرواة فيها، وتتنوع فضاءاتها. يحقق الفتيان اللذان يقومان بالرحلة انجازات كثيرة، منها كشف استثمار المستعمر الأوروبي لأسطورة أبناء القمر، وشفاء الملك الأفريقي بدواء مستخرج من أرض بلاده، وتبقى النهاية مفتوحة، ليضعها القارئ فيكون شريكا في الابداع".

## الجوائز
توجت الرواية بجائزة كتارا للرواية العربية في فئة "الروايات غير المنشورة" 2023.